# Erik-Olssveden
Erik-Olssveden är ett naturreservat i Ljusdals kommun i Gävleborgs län.
Området är naturskyddat sedan 2011 och är 10 hektar stort. Reservatet ligger vid Ljusnans norra strand och består av  barrskog med gamla grova granar och inslag av gamla aspar. 